# Équitation aux Jeux olympiques d'été de 1972
Navigation
Mexico 1968 Montréal 1976
Les épreuves d'équitation aux Jeux olympiques d'été de 1972 à Munich étaient le saut d'obstacles, le dressage et le concours complet, disputées à titre individuel et par équipe. Le calendrier des épreuves fut modifié à la suite de la prise d'otages qui advint le 5 septembre et qui entraina une interruption de 34 heures des épreuves.

## Organisation

### Sites des épreuves
Le comité d'organisation munichois transforma un site équestre existant à Riem, non loin de l'aéroport de Munich, en site équestre olympique où se déroulèrent le concours complet et la compétition individuelle de saut d'obstacless. La propriété de 450 hectares pouvait accueillir 400 chevaux et offrait 160 chambres doubles pour loger les palefreniers. Il y avait 10 carrières de saut d'obstacles et six de dressage, ainsi que deux zones d'échauffement à côté du stade équestre. Comme d'habitude à cette époque, la compétition par équipe de saut d'obstacles se déroula dans le stade olympique avant la cérémonie de clôture.Les chevaux (et les palefreniers) eurent une journée fatigante. Ils durent quitter Riem à 3h15 et ont été installés dans un mini village de tentes à l'extérieur du stade olympique.
Les épreuves de dressage se déroulèrent dans le château baroque de Nymphenbourg qui pouvait accueillir 8 000 personnes. Ce château, construit au XVIIe siècle, était la résidence d’été de la maison de Wittelsbach. La décision d'y faire concourir le dressage (au lieu de Riem) est notamment due à la visite officielle de la reine Elizabeth II en 1965. Quand elle vint à Munich, l'équipe allemande médaille d'or olympique en 1964 avait offert une démonstration de dressage de 10 minutes devant le château dont la reine se dit enchantée. Ce souvenir pesa dans la décision des organisateurs munichois d'y organiser les épreuves. 80 cm de gravier furent ajoutés sur le gravier existant du parc, puis 4 cm de cendre et d'argile, et enfin, pour finir 6 cm d'un mélange de sable et de copeaux de bois.

### Cas particulier des cavaliers mexicains
En raison d'une épidémie d'encéphalite équine vénézuélienne (VEE), une maladie mortelle pouvant affecter toutes les espèces d'équidés, ainsi que les humains, le CIO et la FEI autorisèrent les cavaliers de saut d'obstacles et de concours complet mexicains, qui n'étaient pas autorisés à faire sortir des chevaux de leur pays, à louer des chevaux en Allemagne. Les quatre cavaliers mexicains de concours complet furent cependant éliminés lors de l'épreuve de cross-country.

## Participation
27 pays furent représentés lors des épreuves équestresː Argentine, Australie, Autriche, Belgique, Bolivie, Bulgarie, Brésil, Canada, Chili, Danemark, République démocratique allemande (RDA), France, République fédérale d'Allemagne (RFA), Grande-Bretagne, Hongrie, Irlande, Italie, Japon , Mexique, Pays-Bas, Pologne, Portugal, Union soviétique, Espagne, Suède, Suisse, États-Unis. 180 cavaliers participèrent : 74 en saut d'obstacles ; 33 en dressage; 73 en concours complet.

## Saut d'obstacles
L'épreuve de saut d'obstacles réunit 74 compétiteurs représentant 21 nations. Les parcours furent conçus par Hans-Heinrish Brinckmann.
La compétition individuelle s’est déroulée en deux manches: une première manche de 760 m avec 14 obstacles et 17 sauts; et une seconde manche de 660m avec 10 obstacles et 13 sauts. La première manche comportait une rivière de 5 m de large, cinq oxers dont quatre de 2 m de large et un de 2,10 m de large. 33 couples fautèrent sur la rivière et 20 sur les oxers.
Sur la première manche, seuls trois cavaliers furent sans faute. Parmi eux, Graziano Mancinelli et Ann Moore eurent 8 points en seconde manche. Ils s'affrontèrent au barrage avec Neal Shapiro qui avait 4 points à l'issue des deux manches. Graziano Mancinelli et son cheval gris irlandais de 8 ans, Ambassador, furent de nouveau sans faute. Ann Moore sur Psalm remporta l'argent avec 3 points et Neal Shapiro avec Sloopy, le bronze après deux fautes.
Lors de l'épreuve par équipe, seules Neal Shapiro et Sloopy avec 8,25 + 0 répétèrent leur performance de l'épreuve individuelle.

## Dressage

### De nouvelles règles
La FEI appliqua pour la première fois de nouvelles règles lors de ces épreuves de dressage olympique. Pour les médailles individuelles, les scores du Grand Prix et du Grand Prix Spécial n’ont plus été ajoutés: seul le résultat du Grand Prix Spécial fut pris en compte. Les scores du Grand Prix permettaient d'attribuer les médailles par équipe et de déterminer les qualifications pour l'épreuve finale.. Il y a dorénavant cinq juges (au lieu de trois),et ils ne doivent pas nécessairement provenir de pays non concernés par le dressage de haut niveau. Pour la première fois, deux juges sont placés sur les longs côtés de la carrière.

### Le cas de Patrick le Rolland
L’un des cinq juges était un Mexicain qui s’était classé dernier aux Jeux olympiques de 1968 et n’avait pratiquement aucune expérience en matière de jugement. Lorsque le cavalier français Patrick Le Rolland est entré sur la piste, tout le monde a remarqué que son cheval, Cramique, boitait, mais le juge d'instance, Gustaf Nyblaeus, n'a pas sonné pour éliminer le couple. Nyblaeus et trois de ses collègues juges ont sévèrement noté la prestation de Patrick Le Rolland, mais selon le juge mexicain, Le Rolland était 7ème, et non pas du 20ème au 29ème, comme le jugèrent les quatre autres juges.

### La compétition
Il y avait 33 partants de 13 nations dont 10 équipes complètes de trois. Douze des 33 chevaux avaient 14 ans et plus; trois d'entre eux, Sod, Casanova et San Fernando, avaient 17 ans, et trois autres, Pepel, Maharatscha et Marios, 16 ans. Le plus jeune, Granat, avait à sept ans. Il était monté par Christine Stückelberger avec qui il remporta l'or olympique quatre ans plus tard.
Liselotte Linsenhoff sur l'étalon suédois de 14 ans Piaff de Gaspari fut la 13e championne olympique de dressage et la troisième cavalière allemande, mais la première femme, à atteindre cette consécration après Carl-Friedrich von Langen en 1928 et Heinz Pollay en 1936.

## Concours complet
Contrairement à quatre ans plus tôt au Mexique, le concours se déroula sur un terrain plat . Le cross-country fut conçu par Ottokar Pohlmann, lui-même concourant olympique de concours complet en 1960. Environ 60 000 visiteurs ont assisté à la compétition. La plupart des problèmes ont été créés par les obstacles numéro 12 (dans l'eau), 17a (une clôture), 18 (palissades sur une colline) et 23 (un fossé avec un rocher). Sur ces quatre obstacles, il y eut un total de 38 refus, 18 chutes et 7 éliminations.
Pour sa troisième participation à des Jeux olympiques, Richard Meade est devenu champion olympique sur Laureston, un cheval de huit ans appartenant à Drek Allhusen. Le médaillé d'argent fut Alessandro Argenton, membre de l'équipe italienne qui remporta l'épreuve par équipe en 1964, et qui concourait ses quatrièmes Jeux olympiques. Plus surprenant, le suédois Jan Jönsson remporta la médaille de bronze. Mary Gordon Watson, championne du monde en titre sur le grand Cornishman V, se classa quatrième.
La Grande-Bretagne  remporta l'or par équipe devant les États-Unis et l'Allemagne, cette dernière malgré l'élimination de son meilleur couple composé de Horst Karsten et Sioux.

## Tableau des médailles
| Rang | Pays                 | Médaille d'or | Médaille d'argent | Médaille de bronze | Total |
| 1    | Allemagne de l'Ouest | 2             | 1                 | 2                  | 5     |
| 2    | Royaume-Uni          | 2             | 1                 | 0                  | 3     |
| 3    | Italie               | 1             | 1                 | 1                  | 3     |
| 4    | Union soviétique     | 1             | 1                 | 0                  | 2     |
| 5    | États-Unis           | 0             | 2                 | 1                  | 3     |
| 6    | Suède                | 0             | 0                 | 2                  | 2     |

## Résultats
| Épreuve                     | Or | Argent | Bronze |
| Dressage individuel         | Liselott Linsenhoff et Piaff | Yelena Petushkova et Pepel | Josef Neckermann et Venetia |
| Dressage par équipe         | Union soviétique Yelena Petushkova et Pepel Ivan Kizimov et Ikhor Ivan Kalita et Tarif                                                 | Allemagne de l'Ouest Karin Schlüter et Liostro Liselott Linsenhoff et Piaff Josef Neckermann et Venetia                                   | Suède Ulla Håkansson et Ajax Ninna Swaab et Casanova Maud von Rosen et Lucky Boy                                                       |
| Concours complet individuel | Richard Meade et Laurieston | Alessandro Argenton et Woodland | Jan Jönsson et Sarajevo |
| Concours complet par équipe | Royaume-Uni Richard Meade et Laurieston Mary Gordon-Watson et Cornishman Bridget Parker et Cornish Gold Mark Phillips et Great Ovation | États-Unis Kevin Freeman et Good Mixture Bruce Davidson et Plain Sailing John Michael Plumb et Free and Easy James C. Wofford et Kilkenny | Allemagne de l'Ouest Harry Klugmann et Christopher Robert Ludwig Gössing et Chicago Karl Schultz et Pisco Horst Karsten et Sioux       |
| Saut d'obstacles individuel | Graziano Mancinelli et Ambassador | Ann Moore et Psalm | Neal Shapiro et Sloopy |
| Saut d'obstacles par équipe | Allemagne de l'Ouest Fritz Ligges et Robin Gerhard Wiltfang et Askan Hartwig Steenken et Simona Hans Günter Winkler et Trophy          | États-Unis William Steinkraus et Main Spring Neal Shapiro et Sloopy Kathryn Kusner et Fleet Apple Frank Chapot et White Lightning         | Italie Vittorio Orlandi et Fulmer Feather Raimondo D'Inzeo et Fiorello Graziano Mancinelli et Ambassador Piero D'Inzeo et Easter Light |